# Voor het sneeuwgebergte
Voor het sneeuwgebergte is een hoorspel van Wolfgang Weyrauch. Vor dem Schneegebirge werd op 5 april 1954 door de Süddeutscher Rundfunk uitgezonden. De KRO bracht het op vrijdag 13 maart 1964 in het programma Avondtheater. De vertaling was van Louis Povel en de regisseur was Léon Povel. Muzikale medewerking verleenden Cor Baan (gitaar), Theo Paternotte (viool), Henk Knopper (bas) en Martin Beekmans (slagwerk). Het hoorspel duurde 41 minuten.

## Rolbezetting
- Paul van der Lek (Kiderlen)
- Barbara Hoffman (Amely)
- Jan Verkoren (de sergeant)
- Alex Faassen jr. (eerste soldaat)
- Donald de Marcas (tweede soldaat)
- Constant van Kerckhoven (de commandant)
- Louis de Bree, Huib Orizand, Corry van der Linden, Elly den Haring, Hans Karsenbarg, Alex Faassen jr., Nora Boerman & Nel Snel (de vluchtelingen)

## Inhoud
Het hoorspel handelt over het verloop van een vreselijke catastrofe, wellicht de vreselijkste die ook maar voorstelbaar is: over het begin van een nieuwe ijstijd, over het einde van de wereld in de totale atoomoorlog. Zoals altijd ziet Weyrauch de gebeurtenissen niet vanuit het perspectief van de schabloniserende ideoloog en van de zakelijk refererende natuuronderzoeker, maar vanuit dat van het op zichzelf aangewezen en door God en iedereen verlaten individu: vanuit het perspectief van luitenant Kiderlen, van de eenzame grenswachter "voor het sneeuwgebergte", die op zijn post blijft, alhoewel hij weet dat er niets meer te redden valt, en aan wie ook de lokkende banjo van het meisje Amely geen troost meer kan bieden…